# Oleksandriwka (Wosnessensk)
Oleksandriwka (ukrainisch Олександрівка; russisch Александровка Alexandrowka) ist eine Siedlung städtischen Typs in der ukrainischen Oblast Mykolajiw mit etwa 5300 Einwohnern (2014).

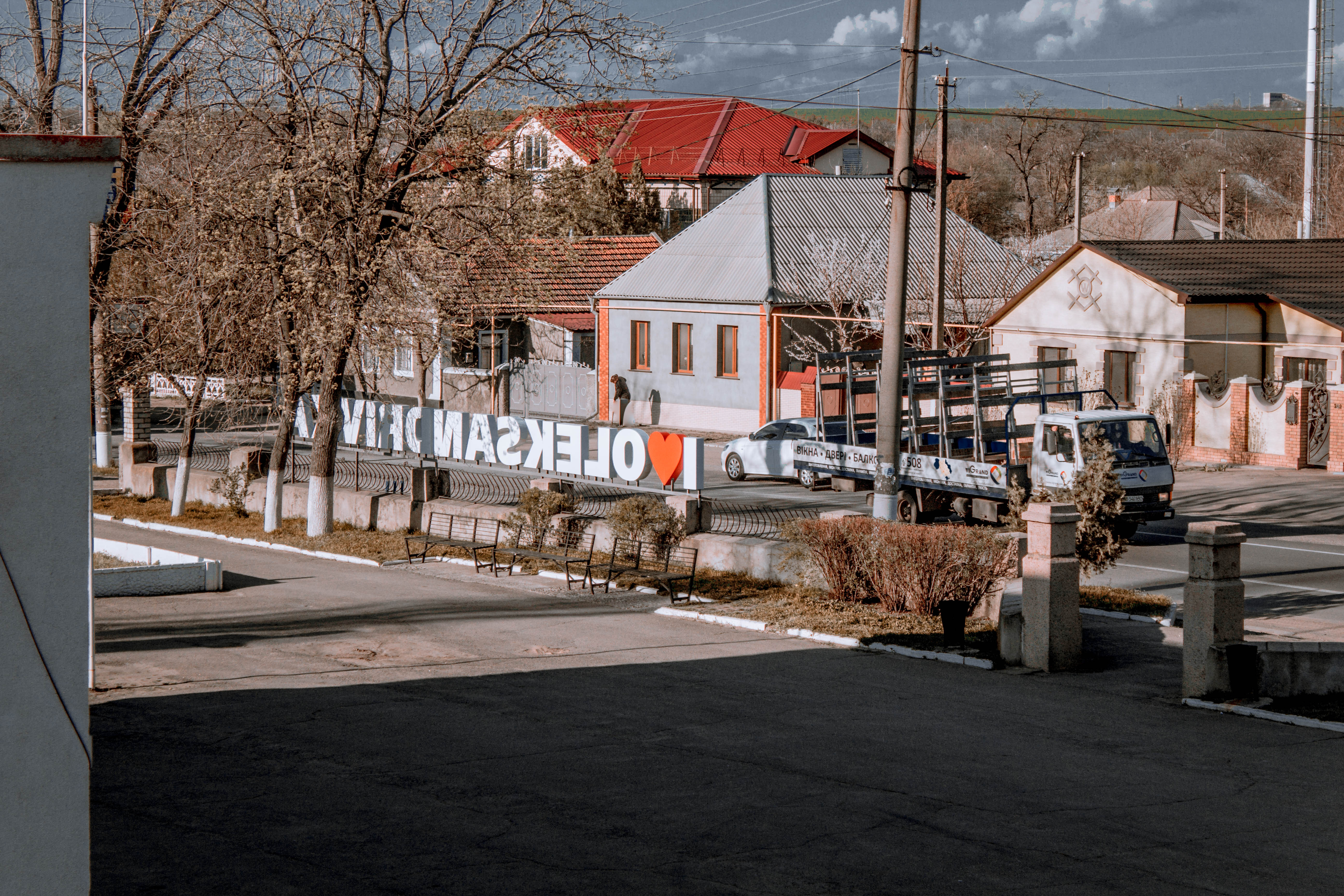
Blick in den Ort

Oleksandriwka liegt im Rajon Wosnessensk am Ufer des Südlichen Bugs 105 km nordwestlich vom Oblastzentrum Mykolajiw und 17 km nördlich vom Rajonzentrum Wosnessensk an den Regionalstraßen P–06 und P–75.
Das im Jahr 1774 gegründete Dorf erhielt 1968 den Status einer Siedlung städtischen Typs.

## Verwaltungsgliederung
Am 13. Juli 2016 wurde die Siedlung zum Zentrum der neugegründeten Siedlungsgemeinde Oleksandriwka (ukrainisch Олександрівська селищна громада/Oleksandriwska selyschtschna hromada), zu dieser zählten auch die 7 Dörfer Aktowe, Sorja, Trykratne, Trykraty, Wesselyj Rosdol, Wilnyj Jar und Woroniwka, bis dahin bildete sie zusammen mit den Dörfern Trykratne und Wesselyj Rosdol die gleichnamige Siedlungsratsgemeinde Oleksandriwka (Олександрівська селищна рада/Oleksandriwska selyschtschna rada) im Nordwesten des Rajons Wosnessensk.
Am 17. Juli 2020 kam es im Zuge einer großen Rajonsreform zum Anschluss des Rajonsgebietes an den Rajon Wosnessensk.
Folgende Orte sind neben dem Hauptort Oleksandriwka Teil der Gemeinde:
| Name                     | Name           | Name                             |
| ukrainisch transkribiert | ukrainisch     | russisch                         |
| ------------------------ | -------------- | -------------------------------- |
| Aktowe                   | Актове         | Актово (Kasarinskoje)            |
| Sorja                    | Зоря           | Заря (Sarja)                     |
| Trykratne                | Трикратне      | Трикратное (Trikratnoje)         |
| Trykraty                 | Трикрати       | Трикраты (Trikaty)               |
| Wesselyj Rosdol          | Веселий Роздол | Весёлый Раздол (Wessjoly Rasdol) |
| Wilnyj Jar               | Вільний Яр     | Вольный Яр (Wolny Jar)           |
| Woroniwka                | Воронівка      | Вороновка (Woronowka)            |